# La Cancha (Chubut)
La Cancha es un paraje del Departamento Cushamen, en la Provincia del Chubut, Argentina. Está ubicada en la posición geográfica 42°46′22″S 71°00′55″O / -42.77278, -71.01528.
El origen de esta localidad está dado por la estación de ferrocarril del mismo nombre. El Viejo Expreso Patagónico la hizo prosperar hasta su cierre. La población fue descripta hacia fines de los años 1980 como una serie de viviendas precarias y otras ubicadas en hileras frente a las vías. En su mayoría sus pobladores estaban destinados al mantenimiento de bombas de agua y trabajos menores.Luego del cierre del ferrocarril su población decreció drásticamente en los años 1990.